# Luis Fernando Peña
Luis Fernando Peña (Cidade do México, 27 de setembro de 1982) é um ator mexicano muito conhecido.

## Telenovelas
- 2017 - Caer en tentación  - Agustín Chavez
- 2015 - A que no me dejas- Humberto "Beto" Lopez
- 2014 - El color de la pasión- Ruperto
- 2010 - Teresa - Johnny Chávez Aguirre
- 2010 -  Destino Mara
- 2010 - Ellas son... La alegría del Hogar - Hilario
- 2009 - Tiempo Final
- 2009 -  Sin nombre
- 2009 -  Sicario: Ejecución de Mando
- 2008 - Fuego en la Sangre - Rigo
- 2008 -  Victorio - Victorio
- 2008 -   La sorpresa
- 2004 - Rebelde - Simón
- 2002/2003 - Classe 406 - "El Gato".
- 2001 - Amar te duele - Ulisses
- 2001 -  De la calle
- 2000 - Perfume de violetas, nadie te oyer - Jorge
- 1998 - Un Embrujo - Burro